# Micracidendron
Micracidendron är ett släkte av skalbaggar. Micracidendron ingår i familjen vivlar.
Kladogram enligt Catalogue of Life:
| Micracidendron | \| \| Micracidendron dispar \| \| \| \| \| \| Micracidendron montanum \| \| \| \| \| \| Micracidendron tomicoides \| \| \| \| |
|                | \| \| Micracidendron dispar \| \| \| \| \| \| Micracidendron montanum \| \| \| \| \| \| Micracidendron tomicoides \| \| \| \| |
|                | Micracidendron dispar |
|                | |
|                | Micracidendron montanum |
|                | |
|                | Micracidendron tomicoides |
|                | |